# Erica Boyer
Erica Boyer (* 22. Dezember 1956 in Andalusia, Alabama, als Amanda Margaret Gantt; † 31. Dezember 2009 in Panama City Beach, Florida) war eine US-amerikanische Pornodarstellerin.

## Karriere
Boyer begann ihre Karriere 1974 und spielte in ca. 180 Filmen mit. Zu den bekanntesten zählen Nothing To Hide (1981), Erica Boyer Nonstop, Virgin Cheeks, Manhattan Mistress (1981) und Once Upon a Madonna.

## Privatleben
Sie war von 1989 bis zur Scheidung 1991 mit Austin Moore verheiratet. Später heiratete sie Derrick Jensen und hatte mit diesem einen Sohn.
In der Silvesternacht 2009 wurde sie im Alter von 53 Jahren beim Überqueren einer Straße von einem Auto erfasst und war sofort tot.
Erica Boyers Vater Joseph Breckenridge Gantt (Joe Breck Gantt), Sohn eines Sheriffs von Covington County (Alabama), hatte im Mai 1965 als Assistenzgeneralstaatsanwalt die erfolglose Anklage gegen Collie Wilkens wegen Ermordung der Bürgerrechtlerin Viola Gregg Liuzzo am 25. März 1965 vertreten.

## Auszeichnungen
- 1985: XRCO Award – Best Lascivious Lesbian Scene in Body Girls (zusammen mit Robin Everett)
- AVN Hall of Fame
- XRCO Hall of Fame
- CAVR Hall of Fame